# Claus Michael Møller
Claus Michael Møller (* 3. Oktober 1968 in Hjørring) ist ein ehemaliger dänischer Radrennfahrer.

## Sportliche Laufbahn
Claus Michael Møller begann seine Karriere 1995 bei Castellblanch, nachdem er im Vorjahr bei TVM als Praktikant fuhr. Nach unter anderem einem Jahr bei Estepona en Marcha wechselte er 1998 trotzdem zu TVM-Farm Frites. Dort fuhr er zwei Jahre, bevor er 2000 zu dem portugiesischen Radsportteam Maia-MSS ging. Hier errang er 2001 seinen ersten Profisieg bei der Subida al Naranco. Bei der Vuelta a España erreichte er im selben Jahr den zweiten Platz in der Bergwertung hinter dem viermaligen Sieger José Maria Jiménez; zudem gelang ihm ein Etappensieg. 2003 gewann er für Milaneza eine Etappe und die Gesamtwertung der Algarve-Rundfahrt, sowie die elfte Etappe der Portugal-Rundfahrt. Er wechselte im Folgejahr zu Alessio-Bianchi, mit denen er an der Tour de France teilnahm und sie auf dem 70. Gesamtrang beendete. 2005 verschlug es ihn dann wieder zurück nach Portugal zu der kleinen Mannschaft Barbot-Pascoal. Er gewann eine Etappe der Portugal-Rundfahrt. Ende der Saison 2007 beendete er seine Karriere.

## Doping
1999 wurde Møller nach der Murcia-Rundfahrt wegen Dopings mit Testosteron für zwei Jahre gesperrt.

## Palmarès
1987
- Dänischer Amateur-Meister – Straßenrennen

1990
- Nordischer Meister – Straßenrennen
- eine Etappe Tour de Normandie

1992
- Grand Prix Herning

1995
- eine Etappe Vuelta a Castilla y León

2000
- Volta ao Alentejo
- Grande Prémio Internacional de Torres Vedras
- Gesamtwertung und eine Etappe Sport Noticias
- eine Etappe Portugal-Rundfahrt

2001
- Subida al Naranco
- eine Etappe Vuelta a España

2002
- Gesamtwertung und zwei Etappen Portugal-Rundfahrt

2003
- eine Etappe Portugal-Rundfahrt
- Gesamtwertung und eine Etappe Algarve-Rundfahrt

2005
- eine Etappe Portugal-Rundfahrt

## Grand-Tour-Platzierungen
| Grand Tour            | 1996 | 1997 | 1998 | 1999 | 2000 | 2001 | 2002 | 2003 | 2004 |
| --------------------- | ---- | ---- | ---- | ---- | ---- | ---- | ---- | ---- | ---- |
| Giro d’ItaliaGiro     | 97   | –    | 17   | –    | –    | –    | –    | –    | –    |
| Tour de FranceTour    | –    | –    | –    | –    | –    | –    | –    | –    | 70   |
| Vuelta a EspañaVuelta | –    | DNF  | 25   | –    | –    | 8    | 12   | 33   | 80   |

## Teams
- 1995 Castellblanch
- 1996 MX Onda
- 1997 Estepona en Marcha
- 1998 TVM-Farm Frites
- 1999 TVM-Farm Frites
- 2000 Maia-MSS
- 2001 Milaneza-MSS
- 2002 Milaneza-MSS
- 2003 Milaneza-MSS
- 2004 Alessio-Bianchi
- 2005 Barbot-Pascoal
- 2006 Barbot-Halcon
- 2007 Barbot-Halcon